# Почапківська сільська рада
Поча́пківська сільська́ ра́да — колишній орган місцевого самоврядування в Острозькому районі Рівненської області. Адміністративний центр — село Почапки.

## Загальні відомості
- Почапківська сільська рада утворена в 1940 році.
- Територія ради: 20,21 км²
- Населення ради: 583 особи (станом на 2001 рік)

## Населені пункти
Сільській раді підпорядковані населені пункти:
- с. Почапки

## Склад ради
Рада складається з 14 депутатів та голови.
- Голова ради: Ткачук Надія Михайлівна
- Секретар ради: Матвійчук Антоніна Миколаївна

### Керівний склад попередніх скликань
| Прізвище, ім'я, по батькові | Основні відомості                                                                             | Дата обрання | Дата звільнення |
| --------------------------- | --------------------------------------------------------------------------------------------- | ------------ | --------------- |
| Ткачук Володимир Васильович | Сільський голова, 1967 року народження, член Соціал-демократичної партії України (об'єднаної) | 26.03.2006   | 31.10.2010      |
| Ткачук Надія Михайлівна     | Сільський голова, 1971 року народження, освіта вища, член Партії регіонів                     | 31.10.2010   |                 |

Примітка: таблиця складена за даними сайту Верховної Ради України